# Cogollor
Cogollor es un municipio y localidad española de la provincia de Guadalajara, en la comunidad autónoma de Castilla-La Mancha. El término municipal, ubicado en la comarca de La Alcarria, tiene una población de 19 habitantes (INE 2024).

## Geografía
Situada dentro de la provincia de Guadalajara, la localidad está encuadrada dentro de la comarca llamada Alcarria Alta, cerca de Cifuentes. Pertenece al partido judicial de Guadalajara, ciudad de la que dista unos 54 km.

## Historia
A mediados del siglo XIX, el lugar contaba con una población censada de 145 habitantes. La localidad aparece descrita en el sexto volumen del Diccionario geográfico-estadístico-histórico de España y sus posesiones de Ultramar de Pascual Madoz de la siguiente manera:

COGOLLOR: v. con ayunt. en la prov. de Guadalajara (7 leg.) part. jud. de Cifuentes (2), aud. terr.de Madrid (17), c. g. de Castilla la Nueva, dióc. de Sigüenza (5): sit. en la falda E. de una cuesta, entre dos pequeñas vegas y tres elevados cerros; le combaten principalmente los vientos del N. y E., su clima, sin embargo es templado, y las enfermedades mas comunes, tercianas y pulmonias: tiene 40 casas, la de ayunt. con cárcel, una posada pública, un horno de poya, un pósito con 40 fan. de trigo, escuela de instruccion primaria concurrida por 15 alumnos, á cargo de un maestro y sacristan, al que paga el vecindario una corta dotacion en granos al tiempo de la recoleccion de frutos; y una igl. parr. (La Asuncion de Ntra. Sra.), servida por un cura de provision real y ordinaria; el cementerio se halla estramuros, está bien ventilado y en posicion que no ofende á la salubridad pública; y como á 400 pasos de la v., á la parte del E., hay una fuente de abundantes y buenas aguas, que provee á las necesidades del vecindario y ganados de labor: confina el térm. N. Alaminos; E. Masegoso; S. Valde-rebollo, y O. Hontanares; dentro de él se encuentran algunas parideras para cerrar ganado y una ermita (Ntra. Sra. de la Soledad); el terreno participa de montuoso, vega y valles, en lo general es pedregoso, de poca miga y árido; comprende 3 bosques poblados de roble y encina; fertiliza la poca vega que hay, un arroyo sin nombre, el cual impulsa un molino harinero y un batan. caminos: los locales, de herradura, y el de la misma clase que pasando por el pueblo, dirige desde Cifuentes á Jadraque. correo: se recibe y despacha domingos y miércoles, en la estafeta de Cifuentes, por un cartero. prod.: trigo, cebada, avena, vino, patatas, nueces, cerezas, peras, judias y otras legumbres, yerbas de pasto, bellota y leñas de combustible y carboneo, hay tambien algunos chopos y olmos: cria ganado lanar, cabrio, mular, asnal y de cerda; caza de perdices, conejos, liebres y algunos lobos, zorras y corzos. ind.: la agrícola, los indicados molino y batan, y el carboneo. comercio: esportacion de frutos sobrantes y carbon á los mercados de Brihuega, Cifuentes y Jadraque, en los que se surten los vec. de los art. que faltan, á escepcion del aceite que lo importan las arrieros del Olivar. pobl.: 37 vec., 145 alm. cap. prod.: 601,250 rs. imp.: 48,100. contr.: 2,671. presupuesto municipal, 900 rs., que se cubre con los rendimientos de la posada y horno de poya y el déficit por reparto entre los vecinos.
(Madoz, 1847, p. 508)

## Demografía
Cogollor cuenta con una población de 19 habitantes (INE 2024).
| Gráfica de evolución demográfica de Cogollor entre 1842 y 2021                                                      |
| |
| Población de derecho según los censos de población del INE Población de hecho según los censos de población del INE |

## Patrimonio
- Ermita.
- Iglesia.
- Fuente vieja.

## Fiestas y costumbres
- Las fiestas patronales de Cogollor se celebran el segundo o tercer fin de semana del mes de junio, en honor a San Antonio de Padua. (Normalmente el 13 de junio)
- En ellas, los habitantes del pueblo y visitantes que se quieran acercar, pueden disfrutar de los bailes amenizados por diferentes grupos musicales, además de tener actividades infantiles como hinchables, castillos, globos aerostáticos, trenes, quads, etc.
- El domingo de las fiestas se suele organizar una comida popular.
- Existe una Asociación Cultural llamada "La Carrasca" en alusión a la carrasca que se asienta en el pueblo, en el monte del Pico de la Veleta. A lo largo del año se realizan diversas actividades, por ejemplo la matanza de un cerdo, con degustación de migas y gachas elaboradas por varias socias, que coincide con la fecha de los Carnavales (para el mes de febrero-marzo) tras la cual se celebra el Concurso de Disfraces, en el que los socios e invitados se disfrazan de la forma más variopinta.
- Para Semana Santa, entre otros actos, se prepara una limonada y se cocinan unas judías que sirven de almuerzo para los socios e invitados. Los más pequeños se encargan de elaborar un Judas, el cual es quemado el Domingo de Resurrección en el camino de la fuente. También se realizan talleres de manualidades, en el que se elaboran diferentes trabajos.
- Todos los años, el día 16 de agosto, como es costumbre también en otros pueblos, se celebra la Hoguera de San Roque. El día anterior se recoge espliego, y el día 16 se quema a la entrada del pueblo, y, niños, adultos y ancianos pasan por encima saltándola y se ahuman.